# Млини самоподрібнення

Найбільший млин самоподрібнення типу «Каскад» виробництва фірми «Алліс–Чалмерс» (розмір барабана 11,0 х 4,6 мм, потужність привода 8940кВт)

Схема млина самоподрібнення "Каскад"з розміром барабана 5,4 X 1,8 м:
1 — електродвигун, 2 — пружна муфта, 3 — редуктор, 4 — приводна шестірня; 5 — зубчастий вінець; 6 — барабан; 7 — цапфа; в — завантажувальний пристрій; 9 — корінні підшипники.

Барабан млина самоподрібнення. Модель в SolidWorks

Млини самоподрібнення (англ. autogenous mill) — млини для самоподрібнення корисних копалин.

## Загальний огляд

### Основні різновиди млинів самоподрібнення
Розрізняють млини для мокрого і сухого самоподрібнення.
- Млини мокрого самоподрібнення типу «Каскад» (ММС) застосовуються у схемах переробки залізних, золотовмісних, мідномолібденових, алмазовмісних та інших руд замість конусних дробарок середнього і дрібного дроблення, стержневих і кульових млинів. Млини мокрого самоподрібнення у залежності від типорозміру приводяться в рух одним або двома електродвигунами.
- Млини сухого самоподрібнення типу «Аерофол» (МСС) застосовуються у схемах переробки залізних, золотовмісних, уранових, поліметалічних та інших руд, а також для виробництва цементу. Млин сухого самоподрібнення типу «Аерофол» працює у замкненому циклі з класифікаційними апаратами. Повітряний потік, що створюється вентилятором, проходить через млин і класифікаційні апарати (сепаратор і циклони). Подрібнений матеріал виноситься повітряним потоком з барабана через розвантажувальну цапфу. Крупність продукту подрібнення регулюється зміною швидкості повітряного потоку, що проходить через млин. Дрібні частинки матеріалу визначеної крупності виносяться повітряним потоком з робочого простору млина у класифікатор, де більш крупні зерна потрапляють у збірник. Дрібніші частинки повітряний потік транспортує у циклони, де й відбувається їхнє осадження. Потім повітряний потік, що містить найтонші зерна матеріалу засмоктується вентилятором і одна частина його нагнітається у млини, а друга після очищення у фільтрах викидається у атмосферу. Осаджені у класифікаторі і циклонах продукти класифікуються у відцентровому сепараторі. Дрібний (готовий) продукт надходить з сепаратора на збагачення, а крупний (циркулюючий) повертається у млин на додаткове подрібнення.
- Рудногалькові млини (МРГ) як млини самоподрібнення застосовуються на збагачувальних фабриках, які переробляють уранові, золотовмісні, поліметалічні, залізні та інші корисні копалини. Для рудногалькового подрібнення застосовують млини будь-якого розміру і профілю, але перевагу віддають млинам із співвідношенням довжини барабана до його діаметра D: L = 1,5 : 1. Рудногалькові млини за конструкцією аналогічні кульовим млинам з розвантаженням через решітку.
- Млин динамічного самоподрібнення (МАЯ) — новий у техніці подрібнення спосіб динамічного самоподрібнення мінеральної сировини, принциповою особливістю якої є формування руйнованого матеріалу у вигляді вертикального циліндрового стовпа.

За іншою класифікацією розрізняють такі три види млинів самоподрібнення:
- а. Первинні автогенні млини, які безпосередньо обробляють загальне розвантаження первинних дробарок. За деяких обставин і для певних типів руди можуть бути використані невеликі кулі (зазвичай менше 5 % об'єму млина, але іноді до 10 %).
- б. Проміжні автогенні млини (або проміжні млини для гальки), які переробляють дрібний подрібнений продукт (від мінус 5/8 дюйма до мінус 1 дюйм), отриманий з проміжної дробильної установки. Розмелювальним середовищем у цих млинах є галька відповідного розміру (3″ до 6″), відсіяна з проміжного контуру дроблення.
- c. Вторинні автогенні млини (або вторинні галькові млини), які обробляють продукт грубого помелу (від 4 до 14 меш; або, дрібніше)б який отримують із стрижневих млинів або з первинних або проміжних автогенних млинів. Розмелювальним середовищем у цих млинах є галька відповідного розміру (1-½" до 3-½"), яка видаляється з первинних автогенних млинів або відсіюється з проміжних контурів дроблення.

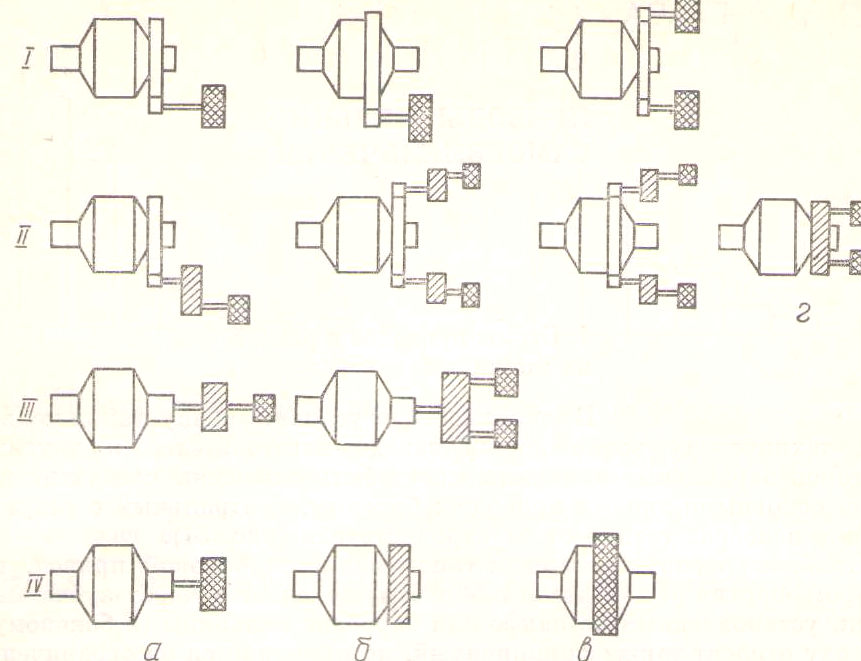
Схеми привода млинів

### Приводи млинів самоподрібнення
За розташуванням привода розрізняють чотири різновиди млинів самоподрібнення: I-бічний безредукторний (а, б — з одним двигуном, в — з двома двигунами);
II — бічний редукторний (а — з одним двигуном, б-г — з двома двигунами);
III — центральний (а — з одним двигуном, б — з двома двигунами);
IV — безпосередньо від тихохідного низькочастотного електродвигуна (а — що окремо стоїть, б, в — розташованого на цапфі та барабані млина).
Найбільш поширеним типом є бічний привод, в якому енергія від двигуна до барабана передається через зубчастий вінець, встановлений на цапфі або барабані млина (до бічного приводу відносять також фрикційний, але застосовується він обмежено для млинів одиничною потужністю до 1000 кВт).
Бічний привод через зубчастий вінець може бути редукторним або безредукторним, при цьому кожен з цих типів може бути обладнаний одним або двома двигунами (одно– і багатодвигунний привод) (див. рис. позиція І–ІІ).
Однодвигунний привод застосовується як з однієї, так і з двома приводними шестернями. Схема однодвигунного приводу з двома приводними шестернями передбачає розподіл силового потоку від двигуна на дві гілки, що дозволяє передавати велику потужність [70]. Однодвигунний редукторний привод з однією приводною шестернею застосовують на млині ММС–70–23, безредукторний — на млині ММС–90–30А з потужністю двигуна 4000 кВт.
Центральний редукторний привод також може бути одно– і дводвигуновим. Така схема приводу застосовується в основному для трубних млинів. У зарубіжній практиці такі варіанти приводів застосовуються для цементних млинів великої одиничної потужності — 3200–6000 кВт (рис, ІІІ).
Привод безпосередньо від електродвигуна до млина виконується двох типів — з окремим електродвигуном і з електродвигуном на цапфі або барабані млина (див. рис., IV). Прикладом може служити привод цементного млина в Гаврі. Потужність привода 6400 кВт, частота обертання 15 хв–1. У Канаді експлуатується великий цементний млин, обладнаний кільцевим синхронним двигуном, що встановлений безпосередньо на цапфі млина. Потужність привода 6490 кВт . В Україні на Дарницькій ТЕЦ успішно експлуатується млин для подрібнення вугілля Ш–16 з приводом потужністю 480 кВт і частотою обертання 0,43 хв–1. Зі збільшенням одиничної потужності млинів до 8000–10 000 кВт різні варіанти схем приводів будуть знаходити все більш широке застосування.

## Номенклатура млинів самоподрібнення
В кінці XX – на початку XXI ст. млини самоподрібнення виготовлялися низкою великих зарубіжних машинобудівних фірм, таких, як «Гардіпж» і «Алліс–Чалмерс» (США), «Аерофор Мілс» (Канада), «Ден–Форн інжинірінг» (Англія), «Гардінж – Льоші» (ФРН), «Лорейс Ескаужі Штейн» (Франція), «Моргердсхаммар» (Швеція), Сизранський машинобудівний завод (РФ). 
Таблиця. Основні параметри найбільших млинів самоподрібнення

Найбільший млин самоподрібнення — типу «Каскад» виробництва фірми «Алліс-Чалмерс» (розмір барабана 11,0×4,6 мм, потужність приводу 8940кВт).
Найбільший млин самоподрібнення, який працює на вітчизняних підприємствах — ММС-90-30А (розмір барабана 9 х 3 м).

## Тенденції розвитку процесу самоподрібнення
Як відомо, найбільш неекономічним і трудомістким процесом у збагачувальному переділі є рудопідготовка, на яку в даний час припадає більше половини капітальних і експлуатаційних витрат. Незважаючи на активні пошуки і відкриття нових способів дроблення і подрібнення корисних копалин, за оцінками Механобр і Механобрчормет, основним способом рудопідготовки залишається дроблення і подрібнення в барабанних млинах .
До останнього часу для цих цілей застосовувалися в основному кульові й стержневі млини. Однак це пов'язано з високими експлуатаційними витратами, які сильно зростають при підвищені тонини помелу. Конструкція кульових і стержневих млинів розроблена 150 років тому і практично не піддавалася принциповим змінам. Отже, ці млини технічно і морально застаріли, не здатні забезпечити подальший прогрес у галузі дроблення і подрібнення руд і мінеральної сировини.
Відносно новий спосіб рудопідготовки — самоподрібнення — прогресивний напрям у галузі дроблення і подрібнення корисних копалин. Як вже зазна¬чалося, широке промислове поширення самоподрібнення отримало в зарубіжній практиці починаючи з 1950 р. У період 1960—1980 рр. в промислово розвинених капіталістичних країнах були введені в дію великі фабрики, обладнані млинами самоподрібнення. У Радянському Союзі промислові млини самоподрібнення почали серійно випускатися з 1967 р., в даний час в експлуатації знаходиться більше 150 млинів типу МБ–70–23 і ММС–70–23 і 22 млини типу ММС–90–ЗОА. У чорній металургії в Україні працюють дві найбільші збагачувальні фабрики, обладнані млинами самоподрібнення — на Інгулецькому та Північному ГЗК.
Інтенсивне впровадження млинів самоподрібнення в промислове виробництво в Україні і в зарубіжній практиці обумовлено рядом важливих переваг, якими вони володіють у порівнянні з кульовими і стержневими. Так, при самоподрібненні більшою мірою досягається інтеркристалітне руйну¬вання мінералів (по границях зерен, завжди крихке), що забезпечує підвищене вилучення металів. Самоподрібнення виключає стадії дрібного і середнього дроблення, а також витрати на стержні і кулі. Крім того, застосування самоподрібнення дозволяє зменшити капітальні та експлуатаційні витрати, поліпшити якість продуктів збагачувального переділу, підвищити продуктивність праці. Тому при збагаченні руд та іншої мінеральної сировини розширюються сфери застосування у відповідних умовах рудного самоподрібнення та його комбінацій з кульовим подрібненням.
На початку XXI ст. намітилася тенденція до застосування одностадійних схем інтенсифікованого самоподрібнення і напівсамоподрібнення (з добавкою 5–10 % куль).